# Mayangna
Los mayangna son un pueblo indígena, también conocido como sumu o sumo, que habitan a lo largo de los ríos Waspuk o Huaspuc, Pispís y Bocay, en el nororiente de Nicaragua, así como de los ríos Coco y Patuca en la frontera con Honduras y mucho más al sur a lo largo del río Grande de Matagalpa.

## Idioma
Los mayangna hablan el idioma sumo, que pertenece a la familia de las lenguas misumalpas. Se distinguen los dialectos tawahka, panamahka, bawihka, kukra.

## Historia

### Orígenes
Las investigaciones arqueológicas y lingüísticas indican la presencia continua de poblaciones relacionadas con los mayangna en la región, desde alrededor del 2000 a. C..
Pueblos misulmalpas habitaban gran parte de la actual Nicaragua hasta la migración desde el sur,MADS {1o3IY de México de tribus que hablaban lenguas otomangues, las cuales llegaron a la costa del Pacífico nicaragüense en el siglo IX y seguidas hacia el siglo XIV por poblaciones nahuas.

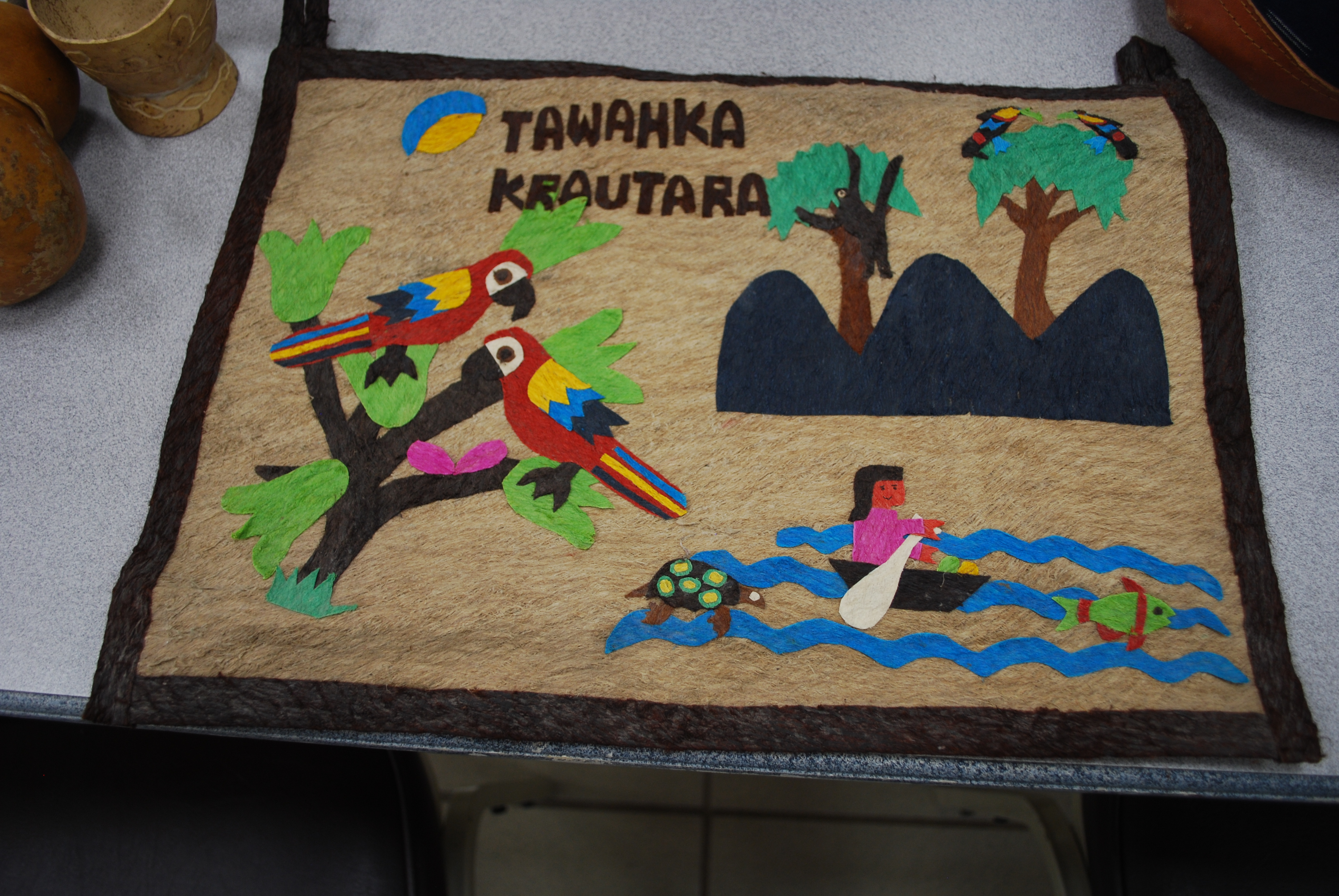
Una artesanía hecha por el pueblo Tawahka en Honduras.

Cuando los ingleses llegaron a la costa del Caribe en la década de 1630 los sumus se dividían en al menos nueve diferentes tribus, cuyos territorios se extendían desde la costa sur del Atlántico hasta el interior de Nicaragua, como lo demuestra la preponderancia de los topónimos sumo de esta región.

### Frente a la colonización europea
Desde 1660 la alianza del rey misquito Oldman con los ingleses obligó a los mayangna a reducir su territorialidad. Muchos mayangna fueron capturados y vendidos como esclavos para las plantaciones de Jamaica.
En el siglo XVIII, los españoles lograron penetrar en la Cordillera Isabelia. Sin embargo sus intentos para avanzar hacia el Atlántico se hicieron difíciles por la resistencia de los mayangna, que paulatinamente realizaron un retiro estable hacia el interior, hacia las cabeceras de los ríos..
La población mayangna continuó disminuyendo después de que los británicos renunciaron a la Costa de los Mosquitos en 1860, debido a los efectos combinados de la enfermedad, guerras internas y las presiones asimilacionistas los miskitos y del Estado nicaragüense. De una población de 30.000 personas, en 1862 solo alrededor sobrevivieron cerca de 6.000.

### SigloXX
A principios del siglo XX, la cultura mayangna tradicional fue sustituida por la conversión al cristianismo, una tarea realizada por los misioneros de la Iglesia morava, que llegaron desde 1847 y tuvieron un impacto sobre la población nativa después del retiro de los británicos. Durante el llamado "Gran Despertar" de los años 1880, gran parte de la población misquita fue convertida en masa al cristianismo. Alentados por este éxito, los moravos pusieron cada vez más su atención en los mayangna, a quienes convencieron poco a poco para que abandonaran su estilo de vida basado en la caza, la pesca y la agricultura migratoria, para sedentarizarse y establecerse de manera permanente en comunidades en torno a una iglesia.
En los años veinte los combates en la región de las tropas de Augusto César Sandino contra los mariners estadounidenses enfrentados con él, impactaron fuertemente las comunidades mayangna. 
Las mayores amenaza para los mayangna a mediados del siglo XX fueron la pérdida de sus tierras a manos de los colonos mestizos del oeste de Nicaragua y, por otra parte la minería que ha afectado gravemente el territorio. La mina de cobre de Rosita comenzó a producir en 1959, generado grandes utilidades a sus propietarios estadounidenses. El vertimiento de los residuos tóxicos en los ríos locales ha devastado los ecosistemas de los que las comunidades mayangnas dependían para su abastecimiento de alimentos.
A partir de su llegada al gobierno, los sandinistas se propusieron "integrar" la región oriental de Nicaragua con el resto del país. Al principio esta política trajo como consecuencias positivas el establecimiento de clínicas y otros servicios de salud, la construcción de carreteras y la alfabetización en su propio idioma de 1449 mayangnas. Sin embargo al desatarse el efrentamiento armado entre misquitos y sandinistas y al estar vinculados a organizaciones dirigidas por misquitos como la iglesia morava y misurasata, muchos mayangna participaron como combatientes dell lado de los misquitos, hasta 1983, cuando formaron tropas aparte.
En 1984, al anunciarse la autonomía para la Costa Atlántica, los mayangna agrupados en su nueva organización Sukalwala decidieron establecer un tratado de paz con los sandinistas, que se concretó tras la aprobación en abril de 1985 de una ley de amnistía para misquitos, sumos y ramas.

### SigloXXI
En la lengua mayangna, se traduce "autonomía" como alas yalahnin lani o sea "ara vivir nuestro sistema de vida". Sin embargo, los mayanga aún están afectados por los colonos que invaden sus tierras comunales y derriban sus bosques. Por otra parte, los líderes miskitos se presentan como representantes de todos los "indios" de la Costa y frecuentemente impiden a los mayangna hacer oír su voz nunca. 
En 2001 la Comunidad Mayagna de Awas Tingni (en ese entonces de 1.100 personas) ganó un importante fallo en la Corte Interamericana de Derechos Humanos que establece que los pueblos indígenas tienen derecho a la tierra donde han vivido tradicionalmente. El Territorio Mayangna Sauni Arungka, ubicado en la Reserva de la biosfera Bosawás, recibió su título de propiedad en el 2010, pero el 40% de la tierra presenta invasiones de colonos, que se han enfrentado con los indígenas que tratan de bloquearles el paso.